# Der Alte (1975)
Der Alte ist ein Fernsehfilm, der 1975 erstmals im ZDF ausgestrahlt wurde. Die Regie führte Rainer Wolffhardt, nach einem Drehbuch von Renke Korn.

## Handlung
Der Steiger Torgler hat nach der Schließung seiner Zeche umgeschult zum Anstreicher, weil er auf diese Weise in der Firma eines Verwandten unterkommen konnte. Diese Firma geht aber schon bald darauf pleite. Torgler verdingt sich bei einem anderen Malerbetrieb. Hier herrschen harte Verhältnisse: Torgler muss in einer Akkordkolonne arbeiten, deren Lohn sich nach der erbrachten Leistung richtet. Torglers schlechter Gesundheitszustand macht ihm zunehmend zu schaffen. Vor allem seine Lunge, durch die jahrzehntelange Arbeit unter Tage angegriffen, mindert seine Leistungsfähigkeit. Immer öfter kann Torgler das Tempo seiner Kolonne nicht mithalten. Weil das auch ihren Lohn drückt, bekommt Torgler von Kollegen Bemerkungen zu hören, er solle aus der Kolonne ausscheiden.
Torgler, nicht nur wegen seines beruflichen Abstiegs, sondern auch wegen seiner Scheidung und des Todes seiner Mutter psychisch angeschlagen, verbringt immer öfter seine Abende in der Kneipe und fühlt sich von allem abgehängt. Schließlich heuert in seiner Firma ein Neuer an, Nöll. Nöll beeindruckt mit seiner jugendlichen Leistungsfähigkeit und Forschheit die anderen. Torgler sieht eine Chance, denn Nöll sucht eine Wohnung, und Torgler, der die 3-Zimmer-Wohnung seiner Mutter übernommen hat, bietet Nöll an, bei ihm einzuziehen – auch in der Hoffnung, dass Nöll ihn gegenüber den Kollegen unterstützt. Nöll nimmt das Angebot an und zieht bei Torgler ein.
Zwischen den beiden entwickelt sich ein freundschaftliches Verhältnis. Die leistungsorientierten Anforderungen im Betrieb und den schlechten Gesundheitszustand Torglers kann Nöll aber nicht ändern. Immer öfter kommt es vor, dass er sich von den Erwartungen Torglers unangenehm bedrängt fühlt und sich zurückzieht, was wiederum bei Torgler aggressive Depressionen auslöst. Der Chef nimmt Torgler aus der Akkordkolonne heraus und setzt ihn nur noch für Hilfsarbeiten ein. Seine Entlassung ist abzusehen.
Als Nöll eines Abends zwei Frauen mit nach Hause bringt und die sich in der Küche aus Torglers Essenvorräten bedienen und sich dann auch noch, als er protestiert, über ihn wegen seiner knauserigen Pedanterie lustig machen und ihn einen komischen Opa nennen, wird Torgler rabiat und wirft die Frauen aus der Wohnung hinaus. Zwischen Nöll und Torgler kommt es zu einem heftigen Streit. Nöll beschimpft Torgler und kündigt seinen Auszug an, weil keiner es mit ihm aushalten könne. Darauf brennen bei Torgler die letzten Sicherungen durch: Er greift zu einem herumliegenden Messer und sticht Nöll von hinten nieder. Während Nöll am Boden verblutet, räumt Torgler wie in Trance die Küche auf.

## Kritik
„Ein sorgfältig, leise und genau situiertes Psychogramm, eine Situationsbeschreibung, die mit einem Knalleffekt endet, der berechenbar war: Renke Korn schaffte es mit seinem von Rainer Wolffhardt behutsam inszenierten Fernsehspiel ‚Der Alte‘ (ZDF) das Bild eines Menschen zu zeichnen, der durch Berufs- und Arbeitswechsel, aber auch durch persönliches Missgeschick den Kontakt zu seiner Umwelt verloren hat, durch fremdes und eigenes Verschulden nicht mehr integrierbar erscheint, der »alt« ist, nicht seiner 55 Jahre wegen, sondern weil er unbeweglich und enttäuscht ist.
Herbert Stass spielte diesen Typus mit seiner Unbeholfenheit, seiner väterlichen Fürsorge, seiner nicht bös gemeinten Aufdringlichkeit, seiner Pedanterie und Gebrochenheit fast etwas zu kühl, redlich aber und glaubhaft.
In Claus-Theo Gärtner fand er einen ebenbürtigen Partner, der der Figur des Jüngeren, Verständnisvollen und sympathisch Begütigenden, aber naturgemäß auch Egoistischen kräftige Kontur verlieh.
Auch: ein Männerdrama, angedeutet eine hoffnungslose, weil nicht auslebbare Liebesgeschichte, und ein bemerkenswerter Krimi. Eines der überzeugendsten Fernsehspiele der letzten Zeit.“